# Karbinci
Karbintsi (Macedonisch: Карбинци) is een gemeente in Noord-Macedonië.
Karbintsi telt 4012 inwoners (2002). De oppervlakte bedraagt 229,7 km², de bevolkingsdichtheid is 17,5 inwoners per km².